# Propulsion à propergol solide

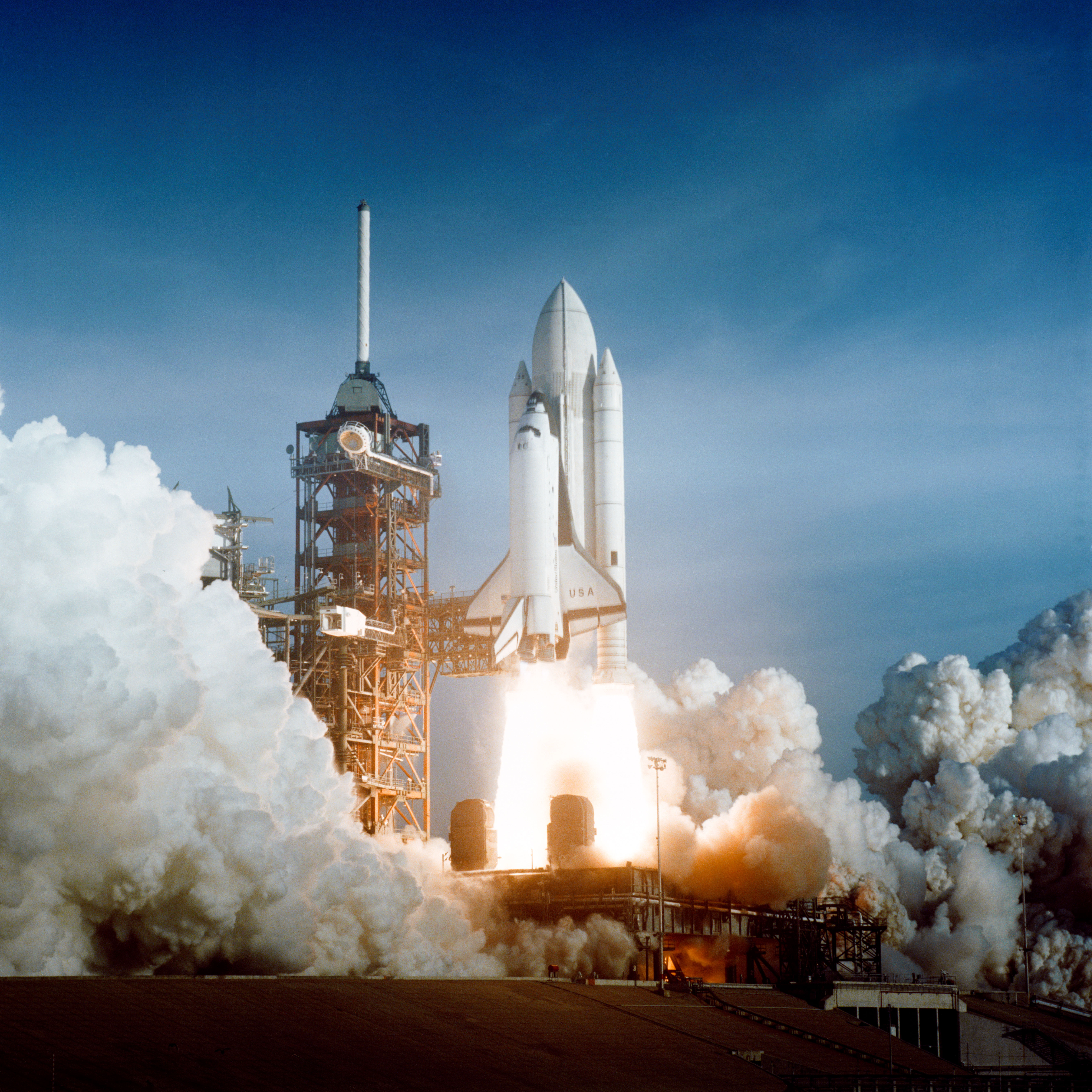
La navette spatiale américaine décolle avec l'aide de deux propulseurs d'appoint à poudre.

La propulsion à propergol solide désigne une technique de propulsion de fusée qui utilise un propergol solide (ou poudre). Un propulseur à propergol solide est principalement composé d'une enveloppe contenant le propergol, d'un allumeur et d'une tuyère. Le bloc de poudre est percé par un canal longitudinal qui sert de chambre de combustion. Lorsque le propulseur est allumé, la surface du bloc de poudre côté canal se met à brûler en produisant des gaz de combustion sous haute pression qui sont expulsés par la tuyère. En donnant une géométrie particulière au canal on peut, dans une certaine mesure, définir une courbe de poussée répondant au besoin propre à son utilisation.
Ce type de propulseur est plus simple à concevoir qu'un propulseur à propergols liquides et peut délivrer des poussées très importantes à coût relativement faible par rapport à celui-ci (le propulseur de la navette spatiale a une poussée de 1 250 tonnes). Leur impulsion spécifique est par contre nettement plus faible (environ deux fois plus faible) et leur poussée est faiblement modulable et ne peut généralement pas être arrêtée avant la fin de la combustion.
Mis en œuvre depuis près de huit cents ans par les chinois pour la fabrication de fusées artisanales, les propulseurs à propergol solide sont aujourd'hui utilisés pour des applications militaires (missiles) car ce type de propulseur peut être rapidement mis en œuvre (pas de chargement d'ergols avant le lancement) après une longue période de stockage. Dans les fusées modernes, ils sont largement utilisés comme propulseur d'appoint du 1er étage en fournissant jusqu'à 90 % de la poussée initiale.
La performance d'un propulseur à propergol solide est avant tout liée à la mise au point de nouveaux mélanges chimiques et à la maîtrise du processus de combustion du propergol ainsi qu'à celle du processus de fabrication des blocs de poudre. Ce domaine de la chimie est en constante évolution. Seuls quelques pays maîtrisent aujourd'hui l'utilisation des propergols les plus puissants.

## Historique
Les premières fusées, en Chine puis au Moyen-Orient et en Occident au XIIIe siècle, étaient propulsées par des propergols solides à base de poudre noire (qui deviendra "poudre à canon" lorsque celui-ci sera mis au point.) . Jusqu'au XXe siècle, toutes les fusées ont utilisé une forme ou une autre de propergol solide. Le XXe siècle a vu l'apparition des propulsions à ergols liquides et hybrides, bien plus performantes, qui permettaient notamment de moduler la poussée.

## Description

Schéma d'un propulseur à propergol solide

Un moteur à propergol solide simple est constitué d'une enveloppe, en général en acier, d'une tuyère, de poudre (propergol), et d'un allumeur. Le bloc de poudre est percé par un canal situé généralement dans l'axe, qui sert de chambre de combustion. L'allumeur met le feu à la poudre à une extrémité du canal et la combustion se propage immédiatement sur tout le contour du canal. Celui-ci s'élargit progressivement au fur et à mesure de la combustion. La poudre, qui se présente comme une masse solide, brûle avec une vitesse prévisible en produisant des gaz de combustion qui sont expulsés par la tuyère. La dimension de celle-ci est calculée de manière à maintenir la pression souhaitée dans la chambre de combustion tout en produisant la poussée attendue.
Le propergol contient à la fois le combustible et le comburant. D'autres composants sont ajoutés dans des proportions inférieures :
- le liant
- un agent de réticulation
- un catalyseur qui favorise la réaction chimique
- éventuellement un régulateur de combustion

Une fois allumé, un propulseur à poudre composite ne peut plus être arrêté, car la chambre de combustion contient tous les composants permettant d'entretenir le processus de combustion. Les propulseurs les plus sophistiqués permettent non seulement d'orienter la poussée mais peuvent également être éteints puis rallumés en modifiant la géométrie de la tuyère et en utilisant des évents. Il existe également des pulsoréacteurs qui brûlent par segments et qui peuvent être rallumés à la demande.
Les propulseurs modernes peuvent comporter une tuyère orientable pour le guidage, de l'avionique, un système de récupération (parachute), des mécanismes d'auto-destruction, un générateur auxiliaire d'énergie ainsi que des moteurs contrôlant l'orientation de la fusée.

## Conception

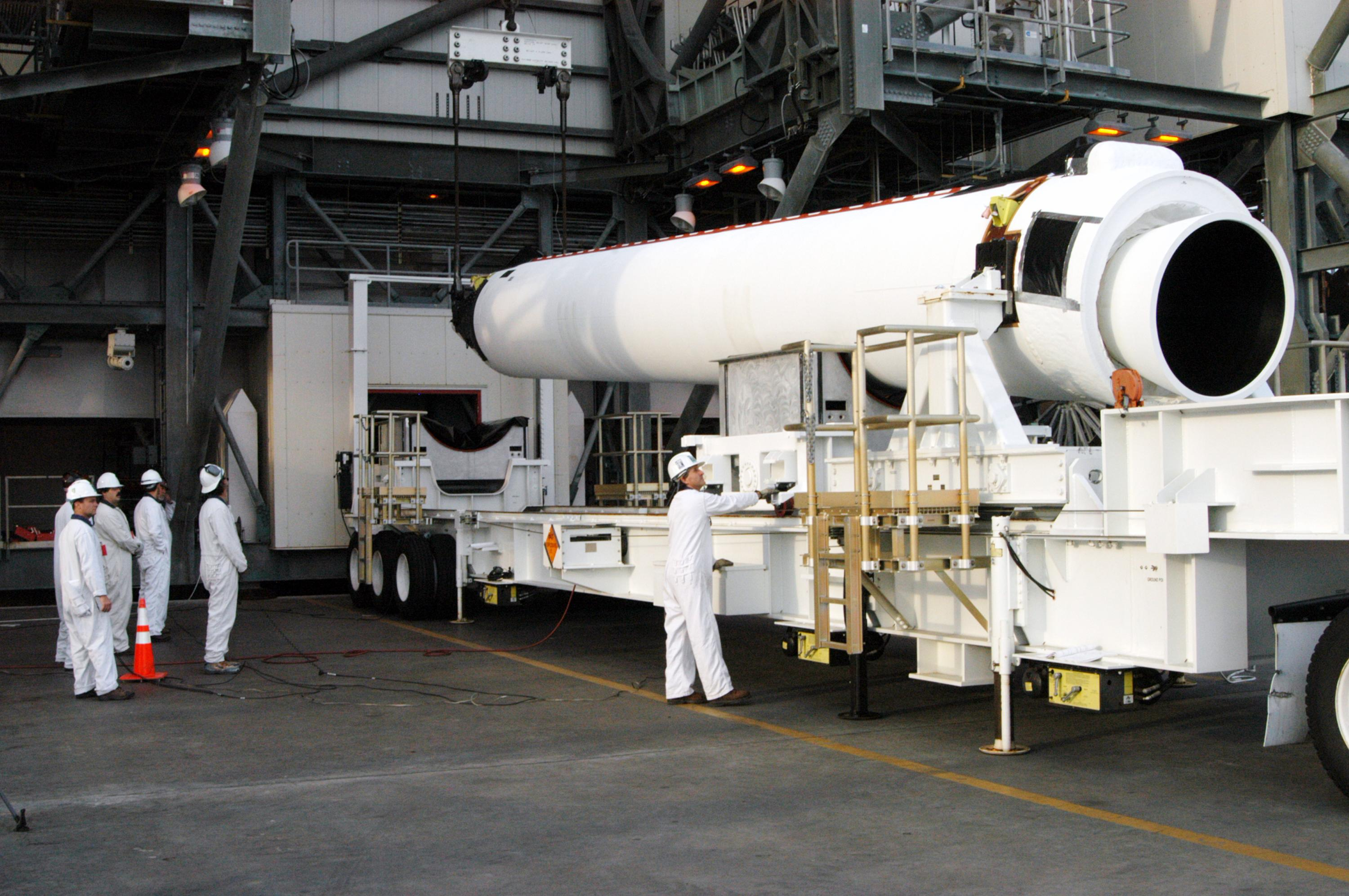
Un des propulseurs à propergol solide de la fusée Delta IV

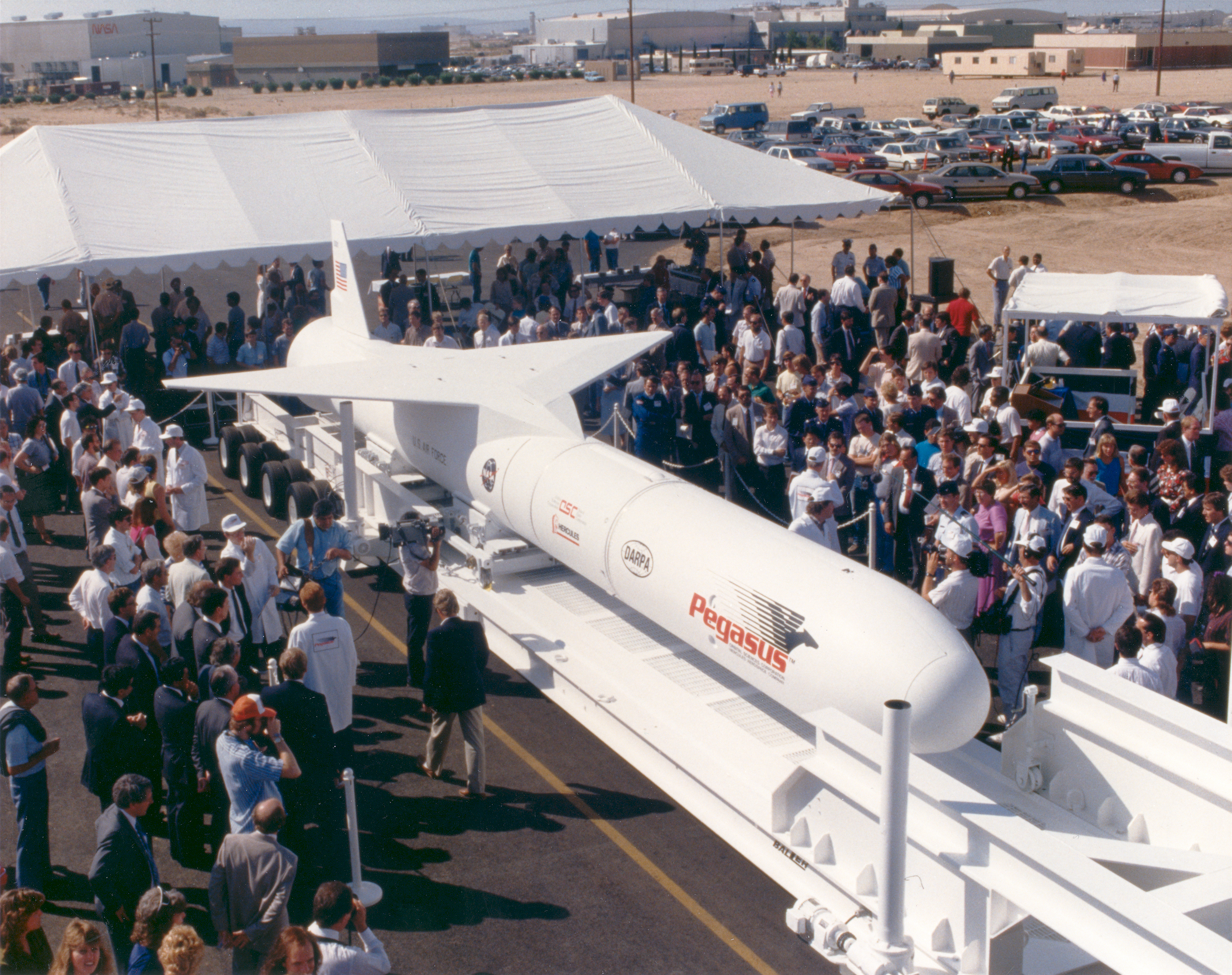
La fusée Pegasus est constituée de 3 étages à propergol solide

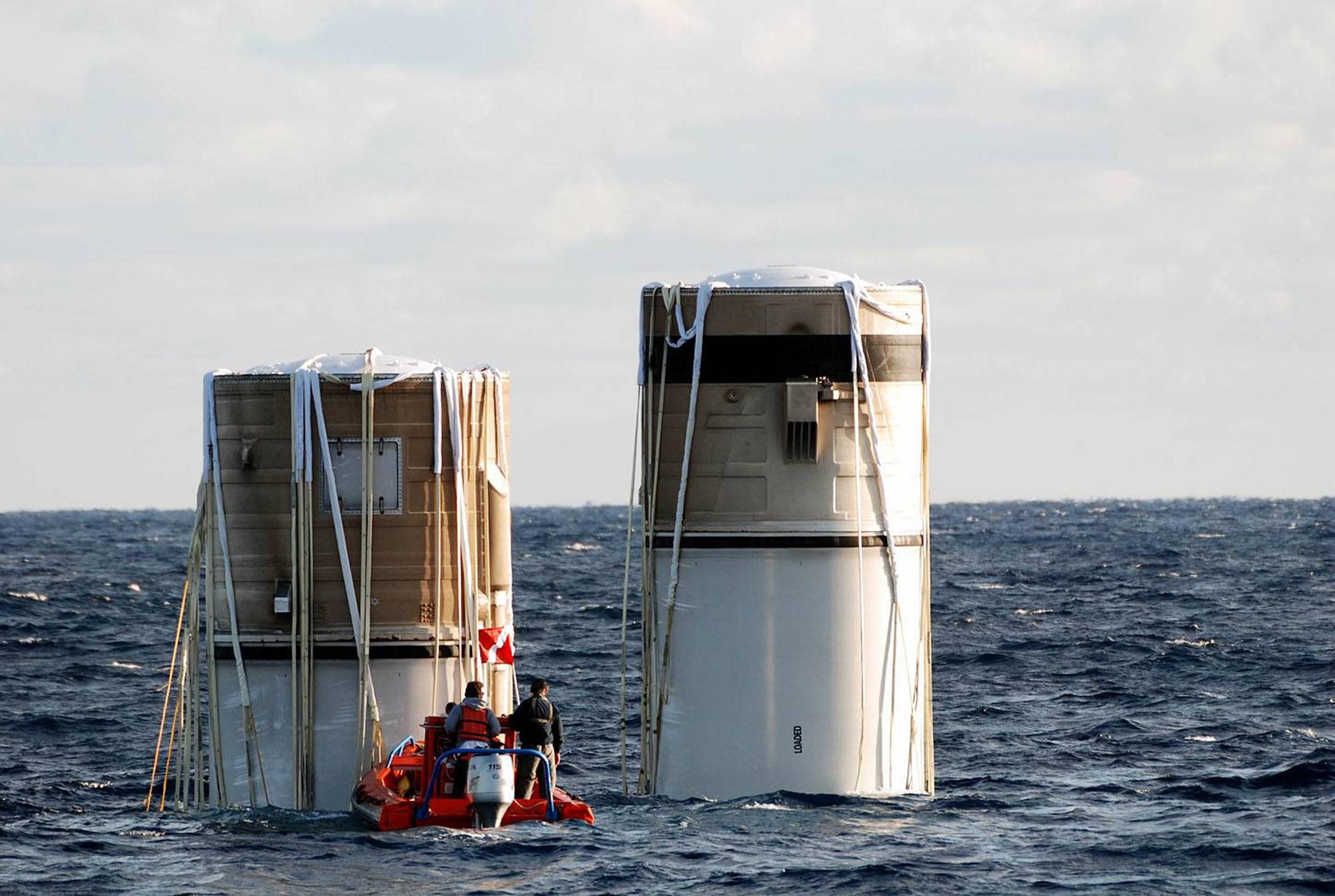
Récupération des propulseurs de la navette spatiale

La conception d'un propulseur à propergol solide découle essentiellement de la poussée attendue, qui elle-même détermine la masse d'oxydant et de réducteur. La géométrie et le type de propergol solide sont fixés de manière à répondre aux caractéristiques du propulseur.
Les paramètres suivants sont choisis ou déterminés de manière conjointe ; une fois fixés, ils permettent de fixer la géométrie du bloc de poudre, de la tuyère et de l'enveloppe :
- La poudre brûle à une vitesse qui peut être calculée et qui est fonction de la surface du bloc de poudre exposé et de la pression dans la chambre de combustion
- La pression dans la chambre de combustion est déterminée par le diamètre de la tuyère et la vitesse de combustion de la poudre
- La pression dans la chambre de combustion est limitée par la conception de l'enveloppe
- Le temps de combustion est déterminé par l'épaisseur de la couche de poudre (déterminé par le diamètre de la fusée et celui du canal de combustion)

La poudre peut être solidaire ou non de l'enveloppe. Les propulseurs qui ont un bloc de poudre solidaire de l'enveloppe sont plus difficiles à concevoir car la déformation du bloc de poudre et de l'enveloppe durant le temps de combustion doivent être compatibles.
Parmi les problèmes les plus fréquents rencontrés avec ce type de propulsion figurent la présence de poches d'air ou de fissures dans le bloc de poudre, ainsi que la désolidarisation du bloc avec l'enveloppe. Tous ces défauts provoquent une augmentation immédiate de la surface de combustion et un accroissement simultané de la quantité de gaz produit et de la pression, ce qui peut potentiellement être à l'origine d'une brèche dans l'enveloppe.
Un autre type d'incidents est lié à la conception des joints qui assurent la jonction entre les différents segments (tronçons) de l'enveloppe. L'existence de plusieurs segments est nécessaire lorsque l'enveloppe nécessite d'être ouverte pour permettre le chargement du bloc de poudre. Lorsqu'un joint perd son étanchéité, les gaz brûlants élargissent progressivement la brèche jusqu'à ce que le propulseur soit détruit. Ce type de défaillance est à l'origine de l'accident de la navette spatiale Challenger.

## Géométrie du bloc de poudre
C'est la surface du bloc de poudre exposée dans la chambre de combustion qui est brûlée. En conséquence, la géométrie du canal qui traverse le bloc joue un rôle important dans la puissance du propulseur. Au fur et à mesure de la combustion, la forme du canal évolue, modifiant la superficie du bloc de poudre exposée à la combustion. Le volume de gaz généré (et donc la pression) dépend de la superficie instantanée {\displaystyle A_{s}} (m²), et de la vitesse de combustion {\displaystyle b_{r}} (m/s) :
{\displaystyle {\dot {m}}=\rho \cdot A_{s}\cdot b_{r}}
La forme de la section du canal et son centrage sont spécifiques à chaque propulseur. Pour un même propulseur la forme de la section peut également différer dans le sens longitudinal (ainsi, les propulseurs d'Ariane 5 ont un canal en étoile dans le segment haut et un canal de forme circulaire pour les deux autres segments). Les géométries les plus couramment utilisées dépendent de la courbe de poussée souhaitée :

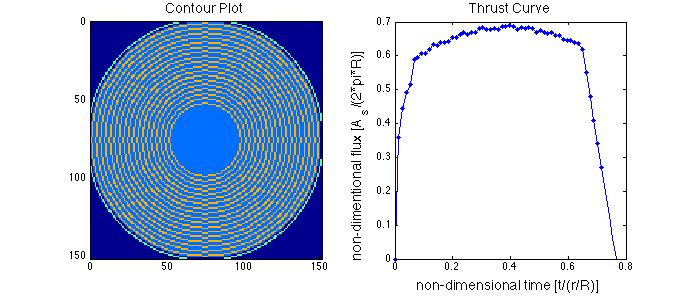
Canal cylindrique
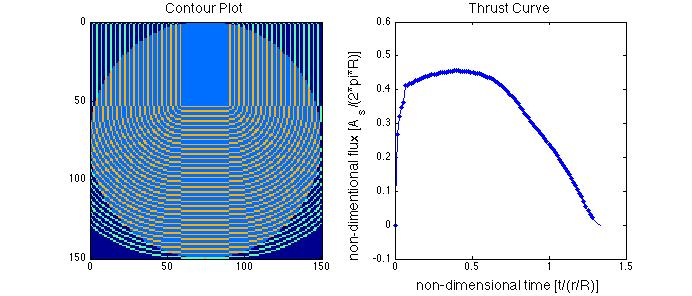
C-Slot
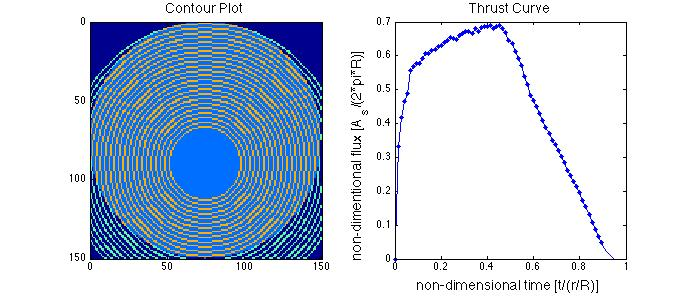
Moon Burner
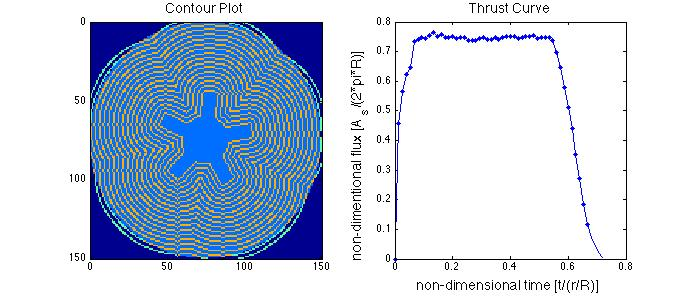
Finocyl à 5 branches

- Canal circulaire : produit une courbe de poussée d'abord croissante puis décroissante.
- Combustion à l'extrémité du bloc : la poudre brûle à l'extrémité du cylindre, fournissant un temps de combustion très long mais avec des contraintes thermiques difficiles à gérer et un déplacement du centre de gravité.
- C-Slot : le canal comporte de grands coins coupés le long de son axe, ce qui permet de produire une longue poussée décroissante mais avec des contraintes thermiques et une asymétrie du centre de gravité.
- Moon Burner : le canal excentré produit une combustion longue d'abord croissante puis décroissante, qui présente une légère asymétrie du centre de gravité.
- Finocyl : le canal a la forme d'une étoile, généralement à cinq ou six branches, qui permet de produire une poussée pratiquement constante avec une vitesse de combustion un peu plus rapide que dans le cas d'un canal cylindrique du fait d'un accroissement plus rapide de la surface de combustion.

## Enveloppe
L'enveloppe du propulseur à propergol solide doit être conçue pour résister à la pression et aux sollicitations du moteur-fusée à de très hautes températures. Pour sa conception, l'enveloppe doit être vue comme une enceinte sous pression. L'enveloppe peut être construite dans plusieurs types de matériaux. Pour résister à la pression, les propulseurs les plus puissants sont construits en acier. Les enveloppes des propulseurs plus performants (rapport masse à vide/masse au décollage) sont construits en fibre de carbone. Sur les propulseurs les plus puissants, l'enveloppe est constituée de plusieurs segments pour permettre le chargement de la poudre segment par segment. La liaison entre segments est un point faible de l'enveloppe, qui doit être conçue pour résister à la fois à la pression et à de très fortes températures.
Pour protéger l'enveloppe des gaz chauds et corrosifs, une protection thermique ablative est souvent posée sur la paroi interne de l'enveloppe. Entre cette protection et le bloc de poudre, un lieur (liner) solidarise le bloc de poudre et l'enveloppe.

## Tuyère
Une tuyère comportant un divergent et un convergent accélère les gaz générés pour produire la poussée. La tuyère est construite dans un matériau qui doit résister à la température atteinte par les gaz chauds. On utilise le plus souvent des matériaux à base de carbone résistants à la température comme les matériaux composites carbone-carbone ou carbone-résine.
Certains des propulseurs peuvent contrôler l'orientation de la poussée. La tuyère peut être montée sur un cardan comme dans le cas des SRB de la navette spatiale américaine ou des EAP d'Ariane 5, ou on peut avoir recours à des déflecteurs de jets de gaz comme sur la fusée V2 ou injecter des liquides dans le jet de gaz sortant de la tuyère. Dans cette dernière technique, un liquide est injecté après le col de la tuyère : en général, une réaction chimique se produit avec les gaz générés ; l'ajout d'une masse non symétrique sur un côté du jet crée un couple qui permet de faire pivoter la fusée. Les propulseurs à propergol solide de la fusée Titan III C utilisent à cet effet du peroxyde d'azote.

## Performance
Un propulseur à propergol solide bien conçu fournit une impulsion spécifique de 265 secondes, qui peut être comparée à l'impulsion du mélange kérosène/oxygène liquide (330 s) et hydrogène liquide/oxygène liquide (450 s).
Ce type de propulseur peut fournir une forte poussée à des coûts relativement bas. Pour cette raison, la propulsion à propergol solide est utilisée au niveau du premier étage des fusées tandis que les moteurs à impulsion spécifique élevée, en particulier ceux ayant recours à l'hydrogène, sont réservés aux étages supérieurs. Par ailleurs, les propulseurs solides sont depuis toujours utilisés pour placer les satellites sur leur orbite finale (moteur d'apogée) car ils sont simples, fiables, compacts et ont une énergie massique relativement importante.
Pour les utilisations militaires, un autre avantage important est la capacité de ce type de propulseur à pouvoir être utilisé après de longues périodes de stockage et à la rapidité de sa mise en œuvre (pas de remplissages de carburant longs et délicats juste avant la mise à feu).

## Propergols utilisés
La performance d'un propulseur à propergol solide est avant tout lié à la maîtrise de la composition et du processus de combustion du propergol ainsi qu'à celui du processus de fabrication des blocs de poudre. Ce domaine de la chimie est en constante évolution. Seuls quelques pays maîtrisent aujourd'hui l'utilisation des propergols les plus puissants.
- Les propergols double-base : par exemple la nitrocellulose et la nitroglycérine avec une impulsion spécifique de 235 secondes.
- Les propergols composites
  - Le plus répandu des composites utilisés par les lanceurs modernes est le propergol composite à perchlorate d'ammonium qui comporte un mélange de perchlorate d'ammonium (oxydant), poudre d’aluminium (le réducteur) et du  polybutadiène acrylonitrile, PBAN (le carburant qui joue également le rôle de liant). L'impulsion spécifique obtenue est de 250 secondes.
  - Les composites à haute performance obtenus en mélangeant un composite avec un explosif de grande puissance comme le HMX et le RDX permettent d'atteindre une impulsion spécifique de 275 secondes mais sont peu utilisés à cause des risques d'accident plus élevés.

- Fusées amateur ou expérimentales
  - La poudre noire (charbon, nitrate de potassium et soufre) donne une impulsion spécifique de 80 secondes et une poussée d'environ 40 newtons.
  - Le zinc et le soufre : brûlent très rapidement (progression du front de combustion de 2 mètres par seconde).
  - Le propulseur au sucre : oxydant (nitrate de potassium ou chlorate de soude, par exemple) et un carburant à base de sucre (saccharose, glucose) fournit une impulsion spécifique de 130 secondes.

## Fabrication d'un propulseur à propergol solide de lanceur
Une fois l'enveloppe disponible avec sa protection thermique mise en place sur la paroi interne, un lieur chargé d'assurer la liaison entre le propergol et la structure est enduit. Les ingrédients du propergol sont longuement malaxés comme une pâte à pain. Le résultat est ensuite coulé dans l’enveloppe du propulseur dans laquelle a été mis en place provisoirement un noyau qui doit donner la forme désirée au canal central pour fournir la loi de poussée recherchée. La qualité du résultat est vérifiée à l'aide de moyens de contrôle non destructifs (rayons X, ultrasons, imagerie thermique).

## Exemples de propulseurs à propergol solide
|                                 | EAP Ariane 5 (ECA)                                          | SRB Navette spatiale américaine                                                                    |
| ------------------------------- | ----------------------------------------------------------- | -------------------------------------------------------------------------------------------------- |
| Poussée moyenne (max)           | 498 tonnes (671 tonnes dans le vide)                        | 1 250 tonnes (1 380 tonnes au niveau de la mer)                                                    |
| Temps de combustion             | 129 secondes                                                | 123 secondes                                                                                       |
| Masse à vide                    | 31 tonnes                                                   | 91 tonnes                                                                                          |
| Masse totale                    | 269 tonnes                                                  | 590 tonnes                                                                                         |
| Propergol                       | Perchlorate d'ammonium, poudre d’aluminium et polybutadiène | Perchlorate d'ammonium (70 %), poudre d’aluminium (17 %) et polybutadiène (11 %)                   |
| Impulsion spécifique            | 275 s                                                       | 268 s                                                                                              |
| Pression maximum                | 61 bars                                                     | |
| Dimension Hauteur × Diamètre    | 31 × 3 mètres                                               | 45 × 3,71 mètres                                                                                   |
| Enveloppe                       | Acier en trois segments                                     | Acier en cinq segments                                                                             |
| Lieur                           |                                                             | |
| Protection thermique            |                                                             | |
| Courbe de poussée / forme canal | Canal en étoile (segment haut) puis cylindrique             | Canal en étoile à onze branches (segment haut) double cône tronqué dans les quatre autres segments |
| Tuyère                          | Métallique et composite                                     | |
| Orientation de la poussée       | 6° par vérin hydraulique                                    | 8° par vérin hydraulique                                                                           |
| Autres                          |                                                             | Deux générateurs auxiliaires de puissance fonctionnant à l'hydrazine                               |